# Eusebio (praepositus sacri cubiculi)
Eusebio (latino: Eusebius; ... – 361) è stato un funzionario romano, di alto rilievo, praepositus sacri cubiculi sotto l'imperatore Costanzo II, sul quale esercitò una notevole influenza.

## Biografia

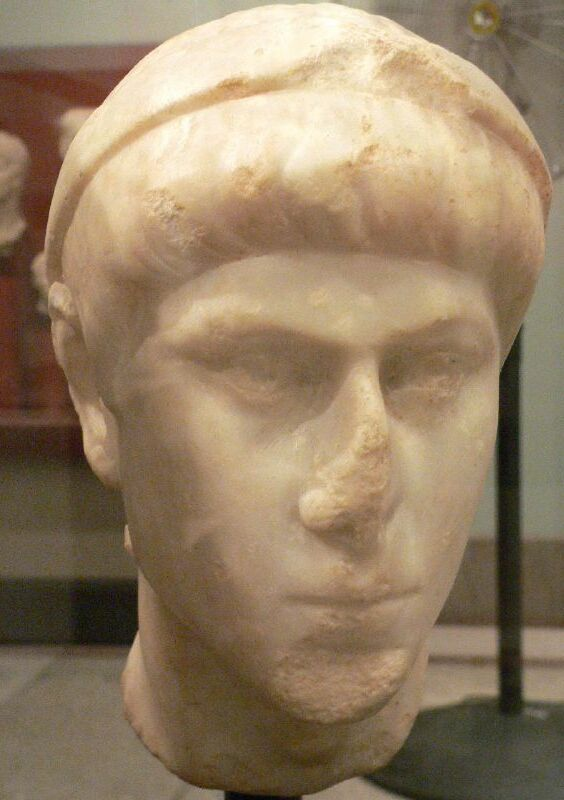
Testa in marmo raffigurante Costanzo II, sotto il quale Eusebio servì per oltre vent'anni (337-361) e sul quale ebbe enorme influenza.

### Al servizio di Costanzo II
Eusebio era il praepositus sacri cubiculi dell'imperatore Costantino I nel 337, anno della morte dell'imperatore. Nella lotta per il potere che ne conseguì, fu avvicinato dai vescovi ariani Eusebio di Nicomedia e Teognide di Nicea e nascose il testamento dell'imperatore defunto. Passò poi alle dipendenze del figlio e successore di Costantino, Costanzo II, sul quale esercitò un'enorme influenza. Fu Eusebio, con la sua influenza, a far convertire l'imperatrice (e molti altri eunuchi com'egli stesso) all'arianesimo.
Nel 354 fu inviato da Costanzo II a trattare col vescovo Liberio di Roma, col quale l'imperatore era entrato in contrasto, per convincerlo ad accettare il risultato del secondo concilio di Sirmio; il praepositus fu poi presente all'incontro tra l'imperatore e il vescovo. Inviò denaro all'oratore Libanio in esilio e, nel 355, aiutò quei vescovi ariani che complottavano contro Atanasio, vescovo ortodosso di Alessandria d'Egitto.

### Cospirazioni di Eusebio
Nel 353-354 seguì Costanzo in Gallia. Era a Mediolanum nel 354, quando Costanzo II richiamò a corte il cugino e lo fece processare; Eusebio fu uno dei giudici di Gallo, imprigionato a Pola, che venne poi condannato a morte.
Eusebio si arricchì impossessandosi delle proprietà di coloro che erano messi a morte per essere stati accusati di tradimento. Nel 355, secondo quanto racconta Ammiano Marcellino, Eusebio e il prefetto del pretorio Volusiano Lampadio utilizzarono una spugna per alterare una lettera inviata dal magister militum Claudio Silvano ad alcuni suoi amici a Roma; la lettera corrotta suggeriva che Silvano stesse provando a guadagnarsi supporto in città per un colpo di Stato, e, sebbene gli amici di Silvano riuscissero a respingere le accuse, il magister militum, all'oscuro dell'assoluzione, si ribellò e venne sconfitto. Nel 359 Eusebio fece richiamare il generale romano Ursicino e lo fece sostituire nella carica di magister equitum da Sabiniano: Eusebio e il magister militum Flavio Arbizione suggerirono a Costanzo che Ursicino, il migliore generale a disposizione di Gallo, avesse in realtà incitato Gallo, tramite degli agenti, allo scopo di aumentarne l'impopolarità presso il popolo (il governo di Gallo era stato infatti tirannico e odiato) e far scoppiare una rivolta, che si sarebbe poi conclusa con l'elevazione al trono del figlio di Ursicino; l'acrimonia contro Ursicino era nata quando questi si era rifiutato di donare la propria casa ad Antiochia a Eusebio.

### Condanna a morte
Nel 360 il cesare d'Occidente Giuliano, cugino di Costanzo e fratellastro di Gallo, venne acclamato augusto dalle truppe. Contro di lui si schierò l'anno successivo Costanzo. Egli si mosse dal fronte orientale, dove era impegnato contro i Sasanidi per affrontare il cugino, ma morì, con Eusebio al suo capezzale.
Giunto a Costantinopoli, Giuliano istituì un tribunale per giudicare i funzionari di Costanzo, in particolare riguardo al loro coinvolgimento nella morte di Gallo: Eusebio venne trovato colpevole di aver complottato contro Gallo e messo a morte (361).

### Fonti primarie
- Ammiano Marcellino, Rerum Gestarum Libri XXXI
- Atanasio di Alessandria, Historia Arianorum
- Filostorgio, Storia ecclesiastica
- Fozio, Biblioteca
- Giuliano, Lettera agli Ateniesi
- Libanio, Lettere e Orazioni
- Palladio di Galazia, Historia Lausiaca
- Socrate Scolastico, Storia ecclesiastica
- Sozomeno, Storia ecclesiastica
- Teodoreto, Storia ecclesiastica
- Zonara, Epitome Historiarum

### Fonti secondarie
- Jones, Arnold Hugh Martin, John Robert Martindale, John Morris, "Eusebius 11", The Prosopography of the Later Roman Empire, Cambridge University Press, 1992, ISBN 0-521-07233-6, pp. 302–303.